# Pterolophia partepostflava
Pterolophia partepostflava är en skalbaggsart som beskrevs av Stefan von Breuning 1965. Pterolophia partepostflava ingår i släktet Pterolophia och familjen långhorningar.
Artens utbredningsområde är Laos. Inga underarter finns listade i Catalogue of Life.